# Rolf Scherenberg
Rolf Scherenberg (27 de mayo de 1897 - 10 de junio de 1961) fue un general alemán (Generalmajor) en la Wehrmacht durante la II Guerra Mundial. Fue condecorado con la Cruz de Caballero de la Cruz de Hierro de la Alemania Nazi.
Scherenberg se rindió al Ejército Rojo en el curso de la Ofensiva soviética de la Alta Silesia en mayo de 1945. Condenado como criminal de guerra en la Unión Soviética, fue retenido hasta octubre de 1955.

## Condecoraciones
- Cruz Alemana en Oro (19 de diciembre de 1941)
- Cruz de Caballero de la Cruz de Hierro el 26 de marzo de 1943 como Oberst y comandante del Grenadier-Regiment 532[1]